# Psychotria guerkeana
Psychotria guerkeana är en måreväxtart som beskrevs av Karl Moritz Schumann. Psychotria guerkeana ingår i släktet Psychotria och familjen måreväxter. Inga underarter finns listade i Catalogue of Life.